# Zveza združenj ekoloških kmetov Slovenije
Zveza združenj ekoloških kmetov Slovenije ZZEKS je bila ustanovljena leta 1999. je najštevilčnejša in temeljna organizacije ekoloških kmetov v Sloveniji. Na mednarodni ravni je povezana v IFOAM -International Federation of Organic Agriculture Movements (Mednarodna zveza gibanj za ekološko kmetijstvo).
ZZEKS je tudi lastnica ekološke znamke živil Biodar. Podeljuje jo ekološkim  živilom, ki so pridelana po standardih ZZEKS 
kar pomeni, da se pridelovalec poleg predpisanih standardov za ekološko  kmetijstvo drži tudi Standardov ZZEKS. Ti standardi temeljijo na standardih  IOFAM (Mednarodna zveza gibanj za ekološko kmetijstvo) in so strožji od državnih predpisov za ekološka živila.To je edina avtohtona  slovenska blagovna znamka ekoloških živil in izdelkov. Zagotavlja ekološko poreklo pridelka oziroma izdelka. Poleg zaščitnega znaka na embalaži mora biti napisano tudi ime kmeta in šifra iz pogodbe oz. kontrolna številka. Kmeta ne nadzira samo država  ampak lahko tudi ZZEKS kadarkoli pošlje svojo kontrolo. ZZEKS svojim članom  nudi pomoč pri vseh vprašanjih razvoja  ekološkega kmetijstva (pridelave, predelave, trženja).